# Murakami-Santō-Gedenkmuseum
Das Murakami-Santō-Gedenkmuseum (japanisch 村上三島記念館) befindet sich auf der Ostseite der Insel Ōmishima in der japanischen Seto-Inlandsee. Es liegt in einem Park an der Nishiseto-Autobahn und am Shimanami-Kaidō-Radweg in der Nähe der Tatara-Brücke. Die Insel Ōmishima gehört zum Verwaltungsgebiet der Stadt Imabari in der Präfektur Ehime.
Das Museum wurde im April 1982 als Museum für Geschichte und Folklore der Stadt Kamiura (上浦町歴史民俗資料館) eröffnet. Seitdem erhielt es dank  Bemühungen von Murakami Santō (1912–2005) Schenkungen von Arbeiten bekannter zeitgenössischer Kalligraphen.
Es wurden zunächst 134 Werke von repräsentativen japanischen Kalligraphen der damaligen Zeit gespendet: Nishikawa Yasushi (西川 寧), Andō Seikū (安東 聖空), Hibino Gohō (日比野 五鳳) und Aoyama Sanu (青山 杉雨). Die Ausstellung entwickelte sich später in eine Einzelausstellung von Murakami Santōs Werken und eine Ausstellung einer repräsentativen Gruppe von japanischer Kalligraphen.
Insgesamt werden heute 3800 Werke von Kalligraphen aus der Shōwa-Zeit (1926–1989) bis zur Gegenwart ausgestellt. Darunter 850 Werke von Murakami Santō, der als Person mit besonderen kulturellen Verdiensten ausgezeichnet wurde. Sie umfassen Kalligraphien der verschiedenen Schrifttypen des Shodō: Siegelschrift, Kanzlerschrift, Regelschrift, Kursivschrift und Grasschrift. Die Sammlung umfasst außerdem Kawabata Ryūshis (1885–1966) Gräserserie der „Shikoku-Pilgerfahrt“ und „Saigoku-Pilgerfahrt“. Der japanische Maler im Nihonga-Stil wurde 1959 ebenfalls zur Person mit besonderen kulturellen Verdiensten ernannt und gleichzeitig mit dem Kulturorden ausgezeichnet. Im Museum sind zudem Tuschreibsteine, persönliche Siegel und Pinsel aus der chinesischen Ming- und Qing-Dynastie ausgestellt.
Das Museumsgrundstück hat eine Fläche von 7002,45 m². Das Gebäude teilt sich in einen Altbau und Neubau. Beide Bauten sind eine Stahlbetonkonstruktion mit einer Gesamtfläche von 1293,92 m² bzw. 3847,30 m². Die Geschossfläche umfasst drei Ausstellungsräume, einen Konferenzraum, einen Ausstellungsraum für Geschichte und Folklore und eine Mehrzweckhalle mit 600 Plätzen.
Im ersten Ausstellungsraum wurde das Atelier von Murakami Santō nachgebildet. Darüber hinaus sind Murakamis Sammlung alter chinesischer Tuschreibsteine, etc. aus der Ming- und Qing-Dynastie sowie Pinsel und anderes ausgestellt.
Im zweiten Ausstellungsraum sind oft Sonderausstellungen, die nicht immer auf kalligraphische Werke beschränkt sind.
Der dritte Ausstellungsraum hat einen Umfang von 100 m und eine Deckenhöhe von 4,3 m und ist somit an die Länge von 3,3 m von Murakamis größeren Werken angepasst.

## Weitere Museen auf Ōmishima
- Ken Iwata Mother and Child Museum
- Ōmishima-Kunstmuseum
- Tokoro Museum Omishima
- Toyo-Ito-Architekturmuseum